# Geschiedenis van Koreaanse valuta

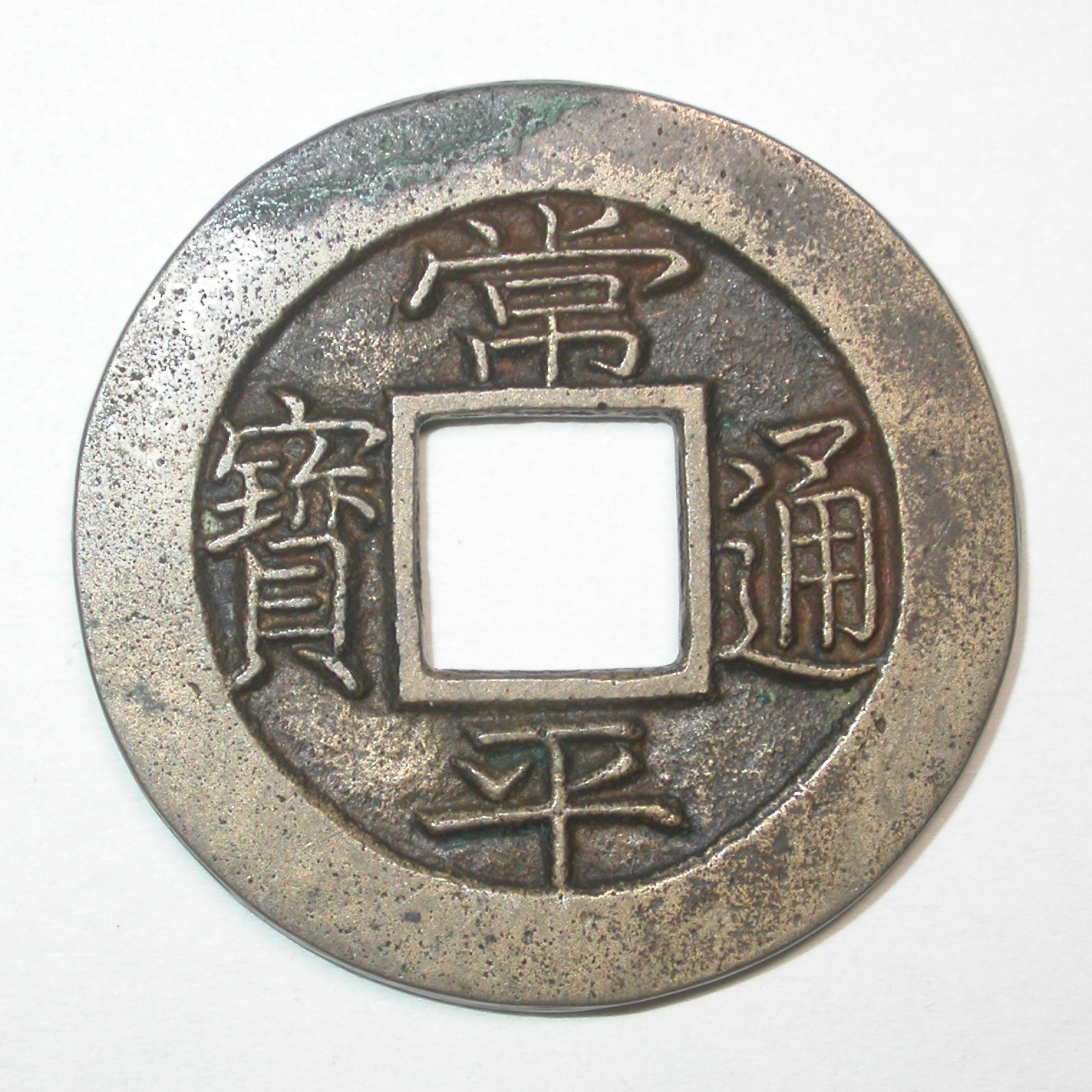
Munt met inscriptie Sang Pyeong Tong Bo

De geschiedenis van de Koreaanse valuta is terug te dateren tot 996, tijdens de Goryeodynastie, toen de eerste ijzeren munten werden aangemunt (geslagen).
In die tijd, hoewel ook geïmporteerd geld van China in omloop was, bleven gelegenheidsvaluta's zoals graan en linnen gebruikt worden. In de 10e en 11e eeuw werden ijzeren, koperen en vaasvormige zilveren munten uitgegeven, maar slechts met mate gebruikt.
Pas aan het begin van de Joseondynastie begon het gebruik van koperen munten toe te nemen. Tot aan het begin van de 16e eeuw werd ook gebruikgemaakt van papiergeld, dat was gemaakt van de moerbeischors en Jeohwa (저화/楮貨) werd genoemd. Van de 17e tot het einde van de 19e eeuw werd muntgeld gebruikt. De eenheid van deze munten was mun en mun met de inscriptie 'Sang Pyeong Tong Bo' (常平通寶) was de meest voorkomende soort.

## Koreaanse valuta

### Mun (1633-1892)
De mun (문, 文) werd in 1633 geïntroduceerd als de belangrijkste valuta in Korea en bleef dit tot 1892. Het leek op de Chinese wén en was hier ook van afgekeken, net als de Japanse mon. Munten werden geslagen in koper en brons en waren rond met een vierkant gat in het midden. In 1888 werden nieuwe munten geslagen, waarbij gebruik werd gemaakt van mun en won, waarbij 1 won gelijk was aan 1000 mun. De munt werd in 1892 vervangen door de yang.

### Yang (1892-1902)
In 1888, kort voor de yang werd geïntroduceerd, werd een klein aantal munten geslagen, de hwan (환, 圜) en de mun. In 1892 werden deze vervangen door de yang (냥, 兩). Eén yang was onderverdeeld in 100 bun (분), ook wel pun (푼) genoemd. Hiermee was het de eerste Koreaanse valuta waarbij gebruik werd gemaakt van het decimale stelsel. De bun was weer onderverdeeld in 10 jeon (전, 錢) en vijf yang was gelijk aan één hwan.
Aan het eind van het Keizerrijk Korea werden deze munten geslagen en in omloop gebracht, en het geheel was op Westerse leest geschoeid. Het apparatuur om de munten van de yang te kunnen slaan werd in 1883 van het Duitse Keizerrijk gekocht. Rond 1901 werd de gouden standaard ingevoerd en zowel gouden als zilveren munten kwamen in omloop. Ook werd gebruikgemaakt van Japanse bankbiljetten.

### Won (1902-1910)

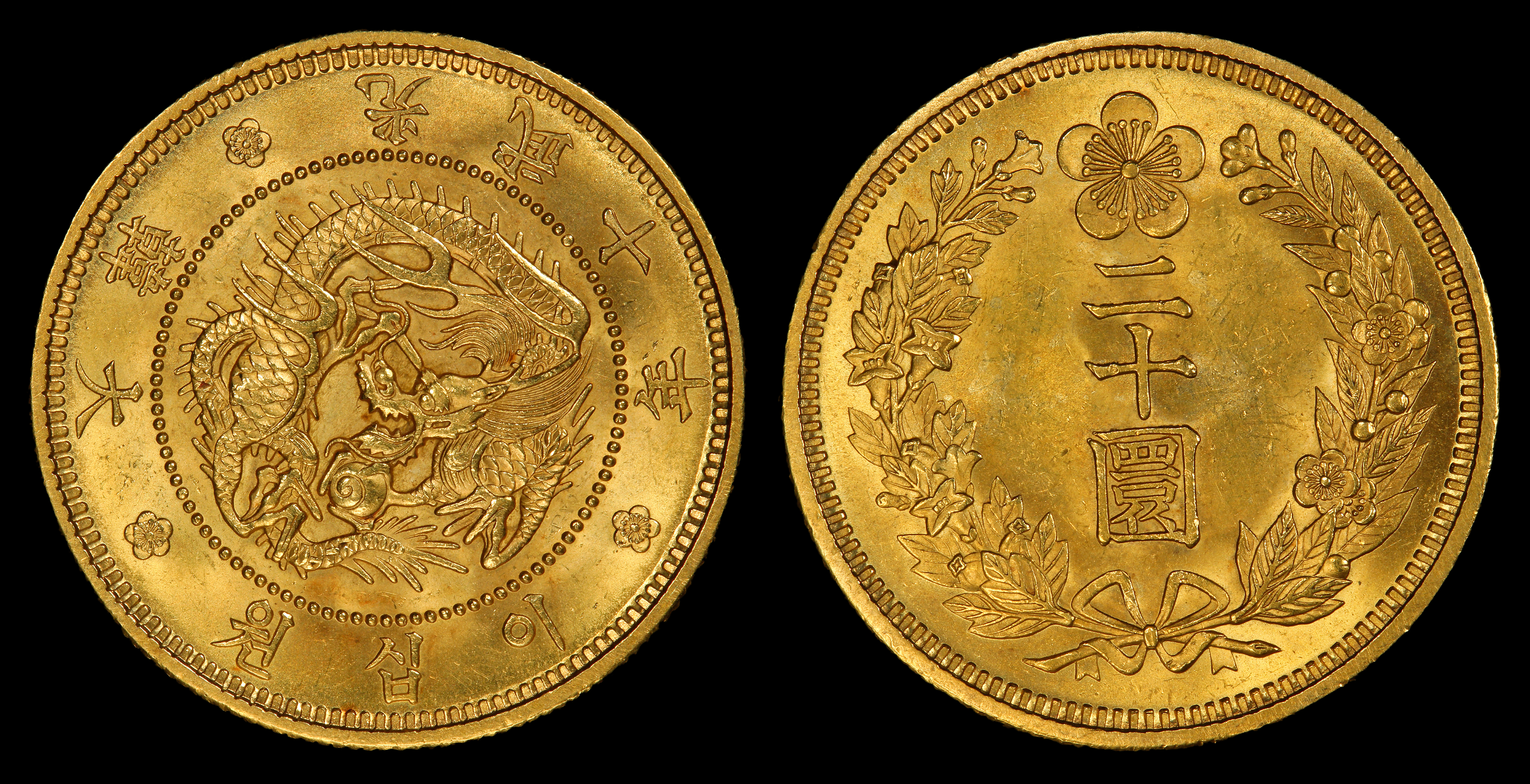
Een munt van 20 won.

Al in 1902 werd de yang vervangen door de won, waarbij een wisselkoers werd aangehouden waarbij één won gelijk was aan vijf yang. In 1909 werd de Bank van Korea opgericht in Seoel en begon met het uitgeven van valuta van een modern type. De won was het equivalent van de Japanse yen en werd in 1910 vervangen door de Koreaanse yen toen Japan het Koreaanse schiereiland bezette.

### Yen (1910-1945)
Ten tijde van de Japanse bezetting werd gebruikgemaakt van de Koreaanse yen. De Koreaanse yen werd uitgegeven door de Bank van Joseon. De Koreaanse yen was gelijk aan de Japanse yen en bestond uit Japanse munten en biljetten die speciaal voor Korea gedrukt werden. De yen werd weer vervangen door de won nadat Japan aan het eind van de Tweede Wereldoorlog zich moest terugtrekken uit Korea.

## Noord-Koreaanse valuta

### Won (1947-heden)
Na de opsplitsing van Korea in Noord- en Zuid-Korea werd in Noord-Korea nog twee jaar lang gebruikgemaakt van de yen. Met de oprichting van de 'Centrale Bank van de Democratische Volksrepubliek van Korea' op 6 december 1948 werd meteen van de gelegenheid gebruikgemaakt om over te schakelen op een nieuwe munteenheid, de won. De won was gekoppeld aan de Russische roebel. In 1959 werd deze echter omgewisseld met een nieuwe won, waarbij één roebel gelijk was aan honderd won. In de jaren die volgden devalueerde de won verder als gevolg van waardevermindering van de roebel.
Sinds 2001 heeft de Noord-Koreaanse regering de vaste wisselkoers uit 1978, waarbij één Amerikaanse dollar 2,16 won waard was, afgeschaft en men houdt wisselkoersen aan die dichter bij die van de zwarte markt liggen. Een sterk verslechterde economie en daaraan gekoppeld inflatie heeft de Noord-Koreaanse won sterk in waarde doen verminderen, waarbij de waarde toen ongeveer gelijk was aan de Zuid-Koreaanse won.
In november 2009 werd de won geherwaardeerd. Hierdoor is 1 won in Noord-Korea ongeveer gelijk aan 1 euro.
Buitenlandse valuta brengen op de zwarte markt meer op dan via de officiële instanties.

## Zuid-Koreaanse valuta

### Won (1945-1953)
Na de splitsing van Korea werd in het zuiden de won weer geïntroduceerd als vervangen van de Koreaanse yen. Deze won was onderverdeeld in 100 jeon. De eerste biljetten werden uitgegeven door de Bank van Joseon in eenheden variërend van vijf jeon tot honderd won. In 1950 werd het beheer overgedragen aan de Bank van Korea en nieuwe biljetten werden uitgegeven, waarbij gebruik werd gemaakt van hogere waardes.
De eerste biljetten die door de Bank van Korea in 1950 in omloop werden gebracht, waren gedrukt in Japan bij het Nationale Printering Bureau (国立印刷局). In het jaar erop werd de Korea Minting and Security Printing Corporation (KOMSCO) opgericht en deze nam ook de taak van het drukken van de biljetten over.
Ten tijde van de introductie van de won was deze gekoppeld aan de Japanse yen tegen een wisselkoers waarbij één won gelijk was aan één yen. In hetzelfde jaar nog werd de won gekoppeld aan de Amerikaanse dollar waarbij één dollar vijftien won waard was. Tegen het einde van de Koreaanse Oorlog was de won sterk in waarde gedaald, één dollar was toen gelijk aan 6000 won. De won werd vervangen door de hwan, tegen een wisselkoers waarbij één hwan gelijk was aan honderd won.

### Hwan (1953-1962)
De hwan was onderverdeeld in honderd jeon, maar de kleinste munt die uitgebracht werd was tien hwan waard. De biljetten die in omloop werden gebracht varieerden in waarde van tien tot duizend hwan. Vanaf 1959 werden ook 10 en 50 hwan-munten in omloop gebracht ter vervanging van de lagere biljetten.
Ook de hwan had sterk te lijden van inflatie. Ten tijde van de introductie was de hwan gewaardeerd op een wisselkoers waarbij 60 hwan gelijk was aan één dollar. In 1961 echter kon men voor één dollar in het bezit komen van 1250 hwan. In 1962 werd de hwan weer vervangen door een nieuwe munt met de eenheid won. De won werd gewaardeerd op tien hwan. De 10 en 50 hwan-munten bleven in omloop tot 22 maart 1975.

### Won (1962-heden)
Na de devaluatie van de hwan werd de won geherintroduceerd als Zuid-Korea's valuta op 10 juni 1962. De waarde werd gekoppeld aan de Amerikaanse dollar. Toen de won op 24 december 1997 een zwevende munteenheid werd, kreeg deze munt het kort daarna zwaar te voortduren als gevolg van de Aziatische financiële crisis.
De volgende munten worden gebruikt: 1, 5, 10, 50, 100, 500 won (1 en 5 won vindt men nauwelijks meer). Het papiergeld is beschikbaar in 1000, 5000, 10.000 en 50.000 won.